# Gara Dornești
Gara Dornești este o stație de cale ferată care deservește comuna Dornești, județul Suceava, România.
Format:Lista stațiilor de pe Magistrala CFR 515
Format:Lista stațiilor de pe Magistrala CFR 518